# Komisarz Żbik
Komisarz Żbik – nazwa zapoczątkowanej w 2006 roku serii polskich komiksów, których bohaterem jest komisarz Policji Michał Maciej Żbik, wnuk kapitana Milicji Obywatelskiej Jana Żbika, bohatera popularnej serii komiksowej wydawanej w latach 1967–1982, który odszedł na emeryturę w stopniu majora.
Komiks wydawany jest przez wydawnictwo Mandragora. Pomysłodawcą serii i twórcą postaci Żbika jest Władysław Krupka, scenarzysta nowego cyklu i większości wcześniejszych zeszytów o kapitanie Żbiku.

## Komiksy w serii
Wydawnictwo Mandragora zapowiedziało na początek czterozeszytową miniserię. Jej twórcą miał być Michał Śledziński, który po opublikowaniu pierwszego zeszytu zrezygnował z pracy nad dalszymi. Obecnie seria była zawieszona na czas poszukiwania przez wydawcę rysownika, który dokończy miniserię zaczętą przez Śledzińskiego. Podczas Międzynarodowego Festiwalu Komiksu w Łodzi w październiku 2007 ujawniono, że będzie nim Robert Adler, a kolejną historię narysuje Maciej Mazur.
| Tytuł                      | Rysownik          | Scenariusz       | Rok wydania   |
| -------------------------- | ----------------- | ---------------- | ------------- |
| Kim jest „Biała Mewa”? (1) | Michał Śledziński | Władysław Krupka | listopad 2006 |
| Przygoda w Caracas (2)     | Robert Adler      | W. Krupka        |               |
| Zabić dziennikarza! (3)    | R. Adler          | W. Krupka        |               |
| Gratuluję, komisarzu (4)   | R. Adler          | W. Krupka        |               |
| Tajemnicza rezydencja      | Maciej Mazur      | W. Krupka        |               |
| Przyszedłem panią zabić    | M. Mazur          | W. Krupka        |               |